# Barbara Trapido
Barbara (Louise) Trapido (Ciutat del Cap, 1941), nascuda com a Barbara Schuddeboom, és una novel·lista britànica nascuda a Sud-àfrica amb ascendència alemanya, danesa i holandesa. Va néixer a Ciutat del Cap i va créixer a Durban. Va estudiar a la Universitat de Natal, on va obtenir un BA el1963 abans d'emigrar a Londres. Després de molts anys ensenyant, es va convertir en escriptora a temps complet el 1970.
Trapido ha publicat sis novel·les, tres de les quals van ser candidates al premi Whitbread. El seu semiautobiogràfic Frankie & Stankie, una de les candidates, que tracta sobre créixer com a blanca sota l'apartheid, va ser aplaudida per la crítica. També va estar seleccionada per al premi Booker. Barbara Trapido viu amb la seva família a Oxford i diversos dels seus llibres estan relacionats amb Oxford.